# بيتر إغان
بيتر إغان (بالإنجليزية: Peter Egan)‏ هو صحفي وكاتب العمود أمريكي، ولد في 1948.